# Dainiin-Klub
Der Dainiin-Klub (japanisch 第二院クラブ Dainiin Kurabu, deutsch ‚Klub im zweiten Haus‘) ist eine politische Partei in Japan und eine ehemalige Fraktion im Oberhaus, dem Sangiin. Seit 2004 verfügt sie über keine Abgeordneten mehr.
Ein erster Dainiin-Klub entstand 1953 durch den Zusammenschluss unabhängiger Abgeordneter. Nach der Auflösung des Ryokufūkai, einer weiteren Fraktion aus parteiungebundenen Abgeordneten, entstand er 1962 in seiner späteren Form. Die größte Stärke hatte die Fraktion nach der Sangiin-Wahl 1977 mit vier Abgeordneten. Seit 1983 trat der Dainiin-Klub mit erklärten Kandidaten als Partei bei Sangiin-Wahlen an – es wurden jedoch nie mehr als zwei Abgeordnete gewählt.